# Казаков, Владимир Николаевич
Влади́мир Никола́евич Казако́в  (род. 21 октября 1965, Усть-Миасское, Курганская область) — российский государственный и партийный деятель, депутат Курганской областной Думы V—VII созывов, Председатель Курганской областной Думы V созыва (2010—2012), секретарь политсовета Курганского регионального отделения партии «Единая Россия» (2010—2011), генеральный директор АО «Варгашинский завод противопожарного и специального оборудования» (1998—2010, с 2016).

## Биография
Владимир Николаевич Казаков родился 21 октября 1965 года в селе Усть-Миасском Усть-Миасского сельсовета Каргапольского района Курганской области, ныне село входит в Каргапольский муниципальный округ той же области.
По окончании школы поступил в Курганское ТУ-3, которое окончил в 1983 году с красным дипломом по специальности «Газоэлектросварщик 4 разряда». В этом же году по направлению Курганского завода мостовых металлических конструкций (ныне ЗАО «Курганстальмост») поступил в Сибирский автомобильно-дорожный институт имени В.В. Куйбышева на факультет «Мосты и тоннели». В составе студенческого отряда «Мостовик» участвовал в строительстве шести мостов в северных районах Омской области. По окончании 5 курса по дипломному проекту В.Н.Казакова был построен и эксплуатируется по сей день мостовой переход у села Большая Тава Омской области. В 1988 году окончил институт, инженер-строитель мостов и тоннелей.
По возвращении на предприятие прошёл путь от мастера до начальника производства. С 1988 по 1989 — мастер цеха № 7. В декабре 1989 года переведён начальником участка в корпусе обработки. В 1990—1991 гг. начальник корпуса сборо-сварки. В 1991 году назначен начальником производственно-диспетчерского отдела «Курганстальмоста». В 1994—1995 гг. начальник цеха сборо-сварки № 6.
В 1995 году по направлению предприятия поступил во Всероссийскую академию внешней торговли Министерства внешних экономических связей РФ (г.Москва) по специальности «Мировая экономика», которую окончил в 1997 году. Был переведён начальником отдела внешнеэкономических связей ДЗАО «Курганстальмост».
Летом 1998 года назначен внешним управляющим на ФГУП «Варгашинский завод противопожарного и специального оборудования» НПО «Спецтехника» МВД РФ. За полтора года ему удалось вывести завод из состояния банкротства и восстановить производство.
В апреле 2000 года решением Министерства внутренних дел назначен на должность директора ФГУП «Варгашинский завод ППСО» МВД РФ.
С 2004 года — генеральный директор ОАО «Варгашинский завод противопожарного и специального оборудования».
В 2005 году избран Председателем Курганского регионального отделения «Союза промышленников» Российского союза промышленников и предпринимателей.
Член попечительских советов благотворительного фонда поддержки филармонической деятельности Курганской области, Варгашинской специальной (коррекционной) школы-интерната и Варгашинского детского дома «Солнышко».

### Депутат
11 октября 2009 года избран депутатом Варгашинской районной Думы IV созыва, выдвинут Курганским региональным отделением Всероссийской политической партии «Единая Россия» (общая часть списка).
14 марта 2010 года избран депутатом Курганской областной Думы V созыва по единому избирательному округу (Курганское региональное отделение политической партии «ЕДИНАЯ РОССИЯ»), № 15-Белозерская региональная группа (Белозерский, Варгашинский, Шатровский район).
29 марта 2010 года был избран секретарём регионального политсовета Курганского регионального отделения Всероссийской политической партии «Единая Россия». Его предшественником на этом посту был Алексей Владиславович Дудич.
2 апреля 2010 года избран Председателем Курганской областной Думы, единый избирательный округ (Курганское региональное отделение политической партии «ЕДИНАЯ РОССИЯ»), № 15-Белозерская региональная группа (Белозерский, Варгашинский, Шатровский район).
10 июня 2011 года лишился статуса партийного лидера – на должность секретаря регионального отделения Всероссийской политической партии «Единая Россия» был избран сенатор Сергей Лисовский.
11 декабря 2012 года состоялось внеочередное заседание Курганской областной Думы, в ходе которого рассмотрен вопрос о внесении изменений в статью 4 регламента. Статью дополнили перечнем оснований для освобождения председателя и его заместителя (23 - за, 8 - против, 1 - воздержался).
25 декабря 2012 года на очередном заседании регионального парламента был освобожден от занимаемой должности. Вопрос об отставке внесли в повестку непосредственно перед началом заседания. Инициатива принадлежит фракции партии «Единая Россия», членом которой является и Владимир Казаков. Озвучить предложение было поручено руководителю фракции Владимиру Николаевичу Алейникову. Он же изложил собравшимся аргументы.
В Думе сложилась странная ситуация. Аппарат, в том числе и пресс-служба, работают только на Владимира Казакова. Остальные не имеют возможности регулярно освещать свою деятельность в СМИ. Нас нет в федеральных СМИ, в редком исключении мы появляемся в газете «Новый мир», а также на областном радио и телевидении. Везде монопольно представлен только один депутат, будто еще тридцати трех депутатов нет в природе. Вот анализ публикаций. За минувший год вышло 957 материалов, из них 317 про Казакова, а на других депутатов приходится 636, то есть около 19 материалов на каждого. На сайте Курганской областной Думы каждый день выходят новости только про Владимира Николаевича. Пресс-служба ведет себя так, потому что не делает отчета перед депутатами. В Думах предыдущего созыва народные избранники всегда знали, на какой объём публикаций они могут рассчитывать.
Дума состоит из одного депутата Казакова. Депутаты не имеют возможности регулярно освещать свою деятельность в СМИ. Нас нет ни в областных, ни в федеральных СМИ. Монопольно везде представлен один депутат, как будто нас — 33 депутатов, нет в природе. Аппарат всегда был автономен от политики. Сегодня аппарат запуган, в коллективе говорят шепотом, стало востребовано доносительство. Аппарат обслуживает только депутата Казакова. Работа с фракциями практически не выстроена. Конструктивную работу депутатов думы строить под руководством Владимира Николаевича невозможно. У него нет нормальных взаимоотношений с коллегами по фракции. Все это нас 12 депутатов фракции Единая Россия заставили выйти с обращением об отставке Владимира Николаевича
Конструктивно работу депутатов областной думы строить под руководством Владимира Николаевича невозможно. Дума это не завод, мы в думе все равны. Каждый из нас представляет своих избирателей. Председатель - это один из депутатов, а не сверхдепутат.Владимир Николаевич Алейников
При обсуждении грехов и достоинств Владимира Казакова мнения депутатов разделились. В поддержку выступила оппозиция (фракции политических партий КПРФ и Справедливая Россия). Вопрос решали тайным голосованием. В состав счетной комиссии избраны депутаты Сергей Трофимович Тигиняну, Татьяна Анатольевна Скок и Юрий Владимирович Ярушин. Проголосовали все тридцать три присутствовавшие депутата. За освобождение 23, против освобождения 10, испорченных бюллетеней и недействительных нет. Счетная комиссия решила считать Казакова Владимира Николаевича освобожденным от должности председателя Курганской областной думы. Должность председателя Курганской областной Думы – освобождённая. Это значит, что Владимир Казаков стал безработным. Обязанности председателя областной Думы возложены на первого заместитель председателя Владимира Петровича Хабарова.
С ноября 2014 года работал Управляющим директором ОАО «Корпорация развития Зауралья».
13 сентября 2015 года избран депутатом Курганской областной Думы VI созыва по Варгашинскому избирательному округу № 15 (Белозерский, Варгашинский, Шатровский районы). Число избирателей, внесенных в список составило 44689 чел., Казаков получил 13121 голос, Евгений Вячеславович Николаев (ЛДПР) — 2326, Илья Юрьевич Костин (Справедливая Россия) — 1574, недействительных бюллетеней — 474. Член комитета по экономической политике.
8 октября 2015 года назначен генеральным директором областного государственного унитарного предприятия «Курорты Зауралья». Он сменил на этом посту Асета Шакановича Биисова.
9 сентября 2016 года назначен генеральным директором ОАО «Варгашинский завод противопожарного и специального оборудования». Он сменил на этом посту Михаила Владимировича Федулова.
13 сентября 2020 года избран депутатом Курганской областной Думы VII созыва по Варгашинскому избирательному округу № 15 (Белозерский, Варгашинский, Шатровский районы). Число избирателей, внесенных в список составило 40560 чел., Казаков получил 11134 голоса, Игорь Владимирович Гатаулин (КПРФ) — 2753, Антон Алексеевич Менщиков (ЛДПР) — 2497, Иван Иванович Лукин (Справедливая Россия) — 1733, недействительных бюллетеней — 533.
С 28 января 2020 года директор ООО УК «Индустриальный парк Варгаши» (ИНН 4505017081).

## Партийность
С 29 марта 2010 по  10 июня 2011 года был избран секретарём регионального политсовета Курганского регионального отделения Всероссийской политической партии «Единая Россия».
Член Президиума Регионального политического совета Курганского регионального отделения Всероссийской политической партии «Единая Россия», возглавлял Политсовет Варгашинского местного отделения Всероссийской политической партии «Единая Россия».

## Награды
- Медаль ордена «За заслуги перед Отечеством» II степени, 5 декабря 2009 года[10]
- Медаль «За заслуги в проведении Всероссийской переписи населения 2010 года»
- Медаль «Маршал Василий Чуйков», МЧС России
- Медаль «XX лет МЧС России»
- Медаль «За содействие органам наркоконтроля»
- Почётная грамота Министра внутренних дел РФ
- Почётная грамота Губернатора Курганской области
- Почётная грамота Администрации (Правительства) Курганской области, 2006 год
- Почётная грамота Администрации Варгашинского района
- Благодарственные письма Губернатора Курганской области
- Знак «За содействие МВД России»
- Знак «Лидер российской экономики»
- Почётный гражданин Варгашинского района, Решение Варгашинской районной Думы от 27 февраля 2020 года № 1 «О присвоении звания «Почетный гражданин Варгашинского района»[11][12]
- Победитель межрегиональной премии «Итоги года Урала и Сибири-2011», учреждённой экспертным информационным каналом «УралПолит.ru», в номинации «Парламентарий года»
- Включён в «Кадровый резерв - профессиональная команда страны».

## Семья
- Жена Ольга Васильевна
- Три сына:
  - Казаков Артём Владимирович
  - Казаков Дмитрий Владимирович
  - Казаков Александр Владимирович